# Hylesia ochrifex
Hylesia ochrifex är en fjärilsart som beskrevs av Dyar 1913. Hylesia ochrifex ingår i släktet Hylesia och familjen påfågelsspinnare. Inga underarter finns listade i Catalogue of Life.